# Austrolimnophila striopleura
Austrolimnophila striopleura är en tvåvingeart som beskrevs av Alexander 1960. Austrolimnophila striopleura ingår i släktet Austrolimnophila och familjen småharkrankar.
Artens utbredningsområde är Madagaskar. Inga underarter finns listade i Catalogue of Life.